# Џексон (Мисури)
Џексон (енгл. Jackson) град је у америчкој савезној држави Мисури.

## Демографија
По попису из 2010. године број становника је 13.758, што је 1.811 (15,2%) становника више него 2000. године.
| Група             | 2000.          | 2010.          |
| Белци             | 11.481 (96,1%) | 13.075 (95,0%) |
| Афроамериканци    | 162 (1,4%)     | 227 (1,6%)     |
| Азијати           | 67 (0,6%)      | 79 (0,6%)      |
| Хиспаноамериканци | 91 (0,8%)      | 170 (1,2%)     |
| Укупно            | 11.947         | 13.758         |